# Backfire-Effekt
Als Backfire-Effekt (von englisch backfire „Fehlzündung, Gegenfeuer, Rückzündung; sich als Bumerang erweisen“; zu Deutsch etwa Bumerang-Effekt) wird das sozial-psychologische Phänomen bezeichnet, dass neue Fakten, die den eigenen – insb. politischen – Ansichten widersprechen, diese noch mehr verfestigen können. Untersuchungen legen nahe, dass der Effekt nur selten und in besonderen Kontexten oder gar nicht auftritt.
Der Begriff wurde von den Politikwissenschaftlern Brendan Nyhan (* 1978) und Jason Reifler geprägt. In einer Veröffentlichung von 2010 untersuchten sie das Phänomen und kamen zu dem Ergebnis, dass die Konfrontation mit Fakten und Argumenten bei Menschen, die einer politischen Ideologie anhängen, oftmals zum Gegenteil des Angestrebten führe.

## Ausprägungen
In der Literatur werden regelmäßig zwei Varianten des Backfire-Effekts unterschieden.
Hierbei handelt es sich zum einen um den worldview backfire effect (deutsch etwa: Weltanschauungs-Bumerangeffekt) und zum anderen um den familiarity backfire effect (deutsch etwa:  Vertrautheits-Bumerangeffekt).
Die Gemeinsamkeit bei beiden Ausprägungen besteht darin, dass Menschen noch mehr an Fehlinformationen glauben, wenn sie mit evidenzbasierten Fakten konfrontiert wurden, die das Gegenteil belegen. Die genannten Effekte treten aufgrund unterschiedlicher psychologischer Mechanismen auf.
Der worldview backfire Effekt betrifft hierbei die jeweilige Weltanschauung. Dieser Effekt tritt auf, wenn das Glaubenssystem einer Person mit Fakten konfrontiert wird, die hier im Widerspruch dazu stehen.
Der familiarity backfire effect tritt dann auf, wenn jemandem Informationen offenbart werden, die beweisen, dass ein bestimmter Mythos falsch ist. Wenn sich in diesem Fall derjenige nach einiger Zeit eher an den Mythos selbst erinnert als an die Informationen, die den Mythos widerlegen, ist der Effekt eingetreten.

## Diskussion und Kritik
Der Backfire-Effekt konnte in mehreren unterschiedlichen Forschungsarbeiten nicht nachgewiesen werden. Dies hat zu drei verschiedenen Schlussfolgerungen geführt:
- Der Effekt ist empirisch in größeren Gruppen schwer nachzuweisen.
- Der Effekt ist äußerst objekt- oder situationsabhängig oder individuell.
- Der Effekt existiert nicht.

Eine zusammenfassende Untersuchung des aktuellen Forschungsstandes im September 2020 kommt zu dem Ergebnis, dass „Backfire Effekte kein robustes empirisches Phänomen sind und dass zuverlässigere Maßnahmen, leistungsfähige Designs und stärkere Verbindungen zwischen experimentellem Design und Theorie wesentlich dazu beitragen könnten, das Thema voranzubringen“.